# Nectocaris
Nectocaris je vyhynulý primitivní mořský živočich ze středního kambria. Byl nalezen v kanadské lokalitě burgesské břidlice v Britské Kolumbii, kde jediný exemplář vyfotografoval Charles Doolittle Walcott. Dále se mu však již nevěnoval.
Jedná se nejspíše o primitivního zástupce hlavonožců. V roce 1976 ho paleontolog Simon Conway Morris popsal podle jediného nalezeného exempláře, dnes už je známo několik desítek exemplářů.
Tělo Nectocaris bylo rozděleno na přední krunýř s očima a chapadélky a zadní protáhlý úsek s ploutevním lemem.